# Cant de les balenes

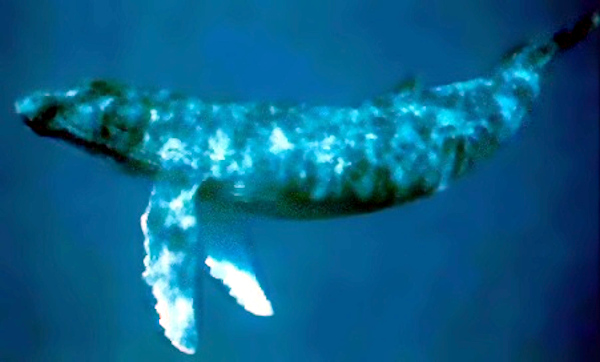
Les iubartes són conegudes pel seu cant.

El cant de les balenes és el so que emeten les balenes per comunicar-se. El mot «cant» es fa servir més concretament per referir-se a la sèrie de sons regulars i predictibles emesos per algunes espècies de balenes (especialment la iubarta). El so recorda el cant humà.
Els mecanismes utilitzats per emetre sons varien entre les diverses famílies de cetacis. Els mamífers marins, com ara les balenes, dofins i marsopes, depenen molt més del so per comunicar-se i percebre coses que no pas els mamífers terrestres, car la resta de sentits tenen una efectivitat limitada dins l'aigua. La vista dels mamífers marins resta limitada per la manera que l'aigua absorbeix la llum. L'olfacte també és limitat, car les molècules es difonen més lentament a l'aigua que a l'aire, de manera que l'olfacte és menys eficaç. A més, la velocitat del so és, aproximadament, quatre vegades superior que a l'atmosfera al nivell del mar. Com que els mamífers marins depenen tant de l'oïda per comunicar-se i alimentar-se, els ambientòlegs i els cetòlegs es preocupen perquè el creixent soroll ambiental als oceans del món, causat per vaixells o per recerques sísmiques marines, els perjudica.

## La producció de sons
Els humans produeixen sons expulsant aire per la laringe. Les cordes vocals, situades dins la laringe, s'obren i es tanquen per separar el corrent d'aire en diverses butxaques d'aire. Aquestes butxaques són modificades per la gola, la llengua i els llavis per emetre el so desitjat.
El mecanisme de producció de sons dels cetacis difereix de manera significativa. El mecanisme exacte és diferent en cadascun dels dos subordres principals de cetacis: els odontocets (cetacis dentats, incloent-hi els dofins) i els misticets (cetacis amb barbes, incloent-hi els cetacis més grossos, com ara el rorqual blau).

### Producció de sons en els odontocets

Il·lustració simplificada d'un cap de dofí amb les estructures que participen en la producció de sons. Imatge basada en Cranford (2000).

Els odontocets no emeten els sons llargs i de baixa freqüència coneguts com a cant de les balenes. En canvi, produeixen ràpides ràfegues de clics i xiulets d'alta freqüència. Un únic clic sol servir per a l'ecolocalització, mentre que els conjunts de clics i xiulets serveixen per comunicar-se. Tot i que els grans bancs de dofins emeten una veritable cacofonia de sons diferents, se sap molt poc sobre el significat dels sons. Frankell esmenta un investigador a qui sentir un banc de dofins li recordava sentir un grup de nens al pati d'una escola.
Els diferents sons són produïts fent passar aire per una estructura, situada al cap i semblant al si nasal dels humans, anomenada llavis fònics. Quan l'aire travessa aquest conducte estret, les membranes dels llavis fònics són xuclades cap endins i això fa que el teixit que l'envolta vibri. Aquestes vibracions, com en el cas de les vibracions a la laringe humana, poden ser controlades de manera conscient amb una gran sensibilitat. Les vibracions passen a través del teixit del cap fins al meló, que configura i dirigeix el so en un raig sònic per a l'ecolocalització. Tots els odontocets, tret del catxalot, tenen dos conjunts de llavis fònics i, per tant, són capaços d'emetre dos sons alhora. Una vegada l'aire ha travessat els llavis fònics, arriba al sac vestibular. Des d'allà, l'aire pot ser enviat de nou a la part inferior del complex nasal, per utilitzar-lo una altra vegada per produir sons, o pot ser expulsat per l'espiracle.
El terme francès per referir-se als llavis fònics (museau de singe) significa «llavis de mico», que, suposadament, s'assemblen als llavis fònics. Noves anàlisis cranials mitjançant l'ús de tomografia axial computada i tomografia computada per emissió de fotó simple el 2004 demostraren que, com a mínim en el cas del dofí mular, l'aire podria arribar al complex nasal des dels pulmons per l'esfínter palatofaringi, cosa que permet que el procés de creació de sons continuï mentre el dofí pugui aguantar la respiració.

### Nivells sònics en els odontocets
La freqüència dels sons dels odontocets va de 40 Hz a 325 kHz. Aquesta taula mostra una llista de nivells comuns.
| Origen                                               | Nivell d'origen de banda ampla (dB re 1 {\displaystyle \mu }Pa a 1m) |
| ---------------------------------------------------- | -------------------------------------------------------------------- |
| Clic de catxalot                                     | 163-223                                                              |
| Clic d'ecolocalització de beluga                     | 206-225 (de pic a pic)                                               |
| Clic d'ecolocalització de Lagenorhynchus albirostris | 194-219 (de pic a pic)                                               |
| Ràfagues de polsos de Stenella longirostris          | 108-115                                                              |
| Xiulets de dofí mular                                | 125-173                                                              |

### Producció de sons en els misticets
Les balenes no tenen llavis fònics. En canvi, tenen una laringe que sembla tenir un paper en la producció de sons, però no té cordes vocals, i els científics no estan segurs de quin és el mecanisme exacte. El procés, tanmateix, no pot ser completament anàleg al dels humans perquè les balenes no han d'expirar per produir sons. És probable que reciclin aire dins del cos per emetre'n. Els sins cranials també podrien ser utilitzats per produir sons, però, de nou, els científics no estan segurs de com.

### Nivells sònics en els misticets
La freqüència dels sons dels misticets va de 10 Hz a 31 kHz. Aquesta taula mostra una llista dels nivells comuns.
| Origen                                        | Nivell d'origen de banda ampla (dB re 1 {\displaystyle \mu }Pa a 1m) |
| --------------------------------------------- | -------------------------------------------------------------------- |
| Gemecs de rorqual comú                        | 155-186                                                              |
| Gemecs de rorqual blau                        | 155-188                                                              |
| Gemecs de balena grisa                        | 142-185                                                              |
| Tons, gemecs i cants de balena de Groenlàndia | 128-189                                                              |

## Funció dels sons
Si bé hom creu que els complexos i inquietants sons de la iubarta (i alguns rorquals blaus) tenen una funció principal en la selecció sexual (vegeu la secció més avall), els sons més simples d'altres balenes tenen una funció que dura tot l'any. Mentre que molts odontocets són capaços d'utilitzar l'ecolocalització per detectar la mida i la naturalesa d'objectes, aquesta habilitat mai no ha sigut demostrada en els misticets. A més, a diferència d'alguns peixos, com ara els taurons, l'olfacte de les balenes no està ben desenvolupat. Així doncs, tenint en compte la baixa visibilitat en ambients aquàtics i el fet que el so es transmet tan eficientment dins l'aigua, els sons audibles pels humans podrien fer un paper en la navegació. Per exemple, els sons forts emesos per les balenes podrien servir per detectar la profunditat de l'aigua o l'existència d'un gran obstacle al davant.

## Cant de la iubarta

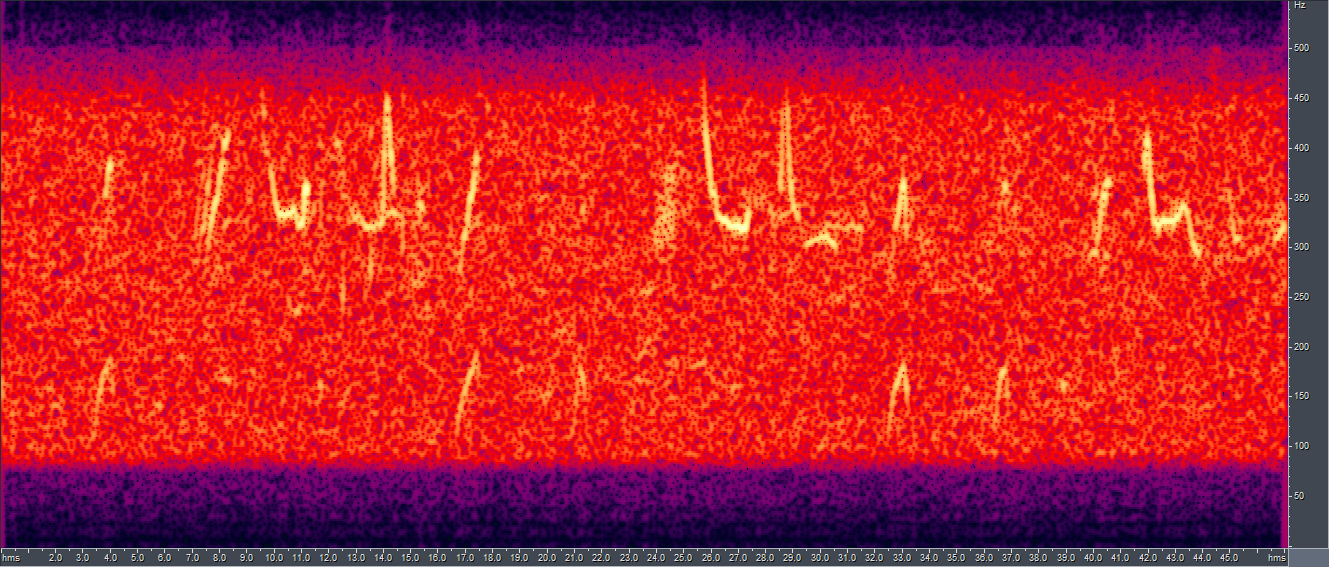
Espectrograma del cant de la iubarta,
—

Se sap que dos grups de cetacis, la iubarta i la subespècie de rorqual blau que habita l'oceà Índic, produeixen els sons repetitius de freqüències baixes coneguts com a cant de les balenes. El biòleg marí Philip Clapham descriu aquest cant com a «probablement, el més complex del regne animal».
Els mascles de iubarta només emeten aquestes vocalitzacions durant la temporada d'aparellament, de manera que se n'infereix que la funció del cant és contribuir a la selecció sexual. Encara no se sap si les cançons representen un comportament competitiu entre mascles que desitgen la mateixa parella, una manera de marcar territori o un comportament de «flirteig» d'un mascle envers una femella, i aquest tema encara s'està investigant. S'han observat mascles que canten mentre «escorten» una femella de ben a prop. També s'han observat cants en grups competitius de balenes compostos d'una femella i diversos mascles.
L'interès pels cants de les balenes el van despertar els investigadors Roger Payne i Scott McVay després que els fossin presentats per un home de les Bermudes anomenat Frank Watlington, que treballava per al govern dels Estats Units a l'estació SOFAR buscant senyals sonors de submarins russos mitjançant hidròfons submarins a la costa de les illes. Els cants segueixen una marcada estructura jeràrquica. Les unitats bàsiques del cant (que a vegades reben el nom informal de «notes») són emissions individuals no interrompudes d'un mateix so, que poden durar fins a uns quants segons. Aquests sons varien de freqüència entre 20 Hz i 10 kHz (el camp d'audibilitat típic dels humans és de 20 Hz a 20 kHz). Les unitats poden tenir una freqüència modulada (és a dir, l'agudesa del so es pot incrementar, disminuir o romandre igual durant la nota) o amplitud modulada (el seu volum pot augmentar o disminuir). Tanmateix, l'ajustament de l'amplada de banda en una representació del cant en un espectrograma revela la naturalesa essencialment polsant dels sons de FM.
Un conjunt de quatre o sis unitats és conegut com a subsintagma, i pot durar fins a deu segons (vegeu també frase (música)). Un conjunt de dos subsintagmes és un sintagma. Una balena sol repetir el mateix sintagma una vegada rere l'altra durant un període de dos a quatre minuts. Això es coneix com a tema. Un conjunt de temes rep el nom de cant. Una balena repetirà el mateix cant, que pot durar, aproximadament, fins a trenta minuts, una vegada rere l'altra durant hores o fins i tot dies. Aquesta jerarquia de «nina russa» dels sons ha captivat la imaginació dels científics.
Totes les balenes d'una zona canten pràcticament el mateix cant en qualsevol moment, i el cant evoluciona de manera constant i lenta al llarg del temps. Per exemple, al llarg d'un mes, una certa unitat que havia començat com a «pujada» (amb un augment de freqüència) pot estabilitzar-se lentament per esdevenir una nota constant. Una altra unitat pot esdevenir més i més forta. El ritme d'evolució d'un cant de les balenes també varia –alguns anys, els cants canvien força ràpidament, mentre que altres es pot observar poca variació.

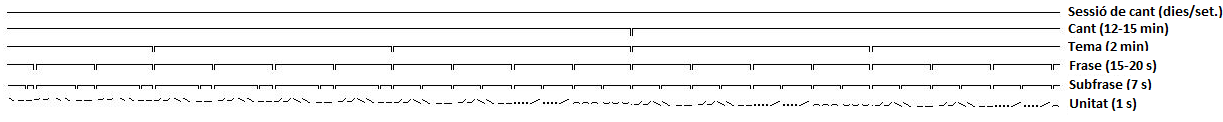
Esquema idealitzat del cant d'una iubarta.
Basat en Payne et al. (1983)

Les balenes que ocupen la mateixa zona geogràfica (que pot ser tan gran com una conca oceànica sencera) tendeixen a cantar cants semblants, amb poques variacions. Les balenes que pertanyen a regions no limítrofes canten cants totalment diferents.
A mesura que el cant evoluciona, sembla que els patrons antics no es tornen a utilitzar. Una anàlisi feta al llarg de dinou anys del cant de les balenes demostrà que, tot i que es poden detectar patrons generals en el cant, mai no es repetien les mateixes combinacions.
Les iubartes també poden emetre sons individuals que no formen part d'un cant, especialment durant els rituals de festeig. Finalment, les iubartes emeten un tercer tipus de cant, anomenat crida d'alimentació. Es tracta d'un so llarg (d'una durada d'entre cinc i deu segons) i de freqüència gairebé constant. Les iubartes s'alimenten cooperativament unint-se en grups, nedant per sota bancs de peixos i saltant verticalment a través dels peixos i fora de l'aigua totes ensems. Abans d'aquests salts, les balenes emeten la seva crida d'alimentació. No es coneix la funció exacta de la crida, però les investigacions suggereixen que els peixos sí que la coneixen. Quan se'ls reproduí, un grup d'arengs respongueren fugint del so, tot i que no hi havia cap balena.
Alguns científics han suggerit que el cant de la iubarta pot tenir una funció d'ecolocalització, però hi ha hagut oposició a aquesta teoria.

## Altres sons de les balenes
La majoria de balenes emeten sons entre 15 i 20 hertz. Tanmateix, biòlegs marins del Woods Hole Oceanographic Institution informaren en el número del desembre del 2004 de New Scientist que havien estat seguint durant dotze anys una balena al nord del Pacífic que «cantava» a 52 Hz. Els científics no són actualment capaços d'explicar aquesta vasta divergència de la regla; tanmateix, estan segurs que es tracta d'una balena i que és extremament improbable que sigui una espècie nova, suggerint que les espècies actualment conegudes podrien tenir una amplitud vocàlica més ampla del que es pensava anteriorment.
La majoria d'altres balenes i dofins produeixen sons de diversos graus de complexitat. És d'interès particular la beluga (el «canari del mar»), que emet una immensa varietat de xiulets, clics i polsos.

## Interacció amb els humans

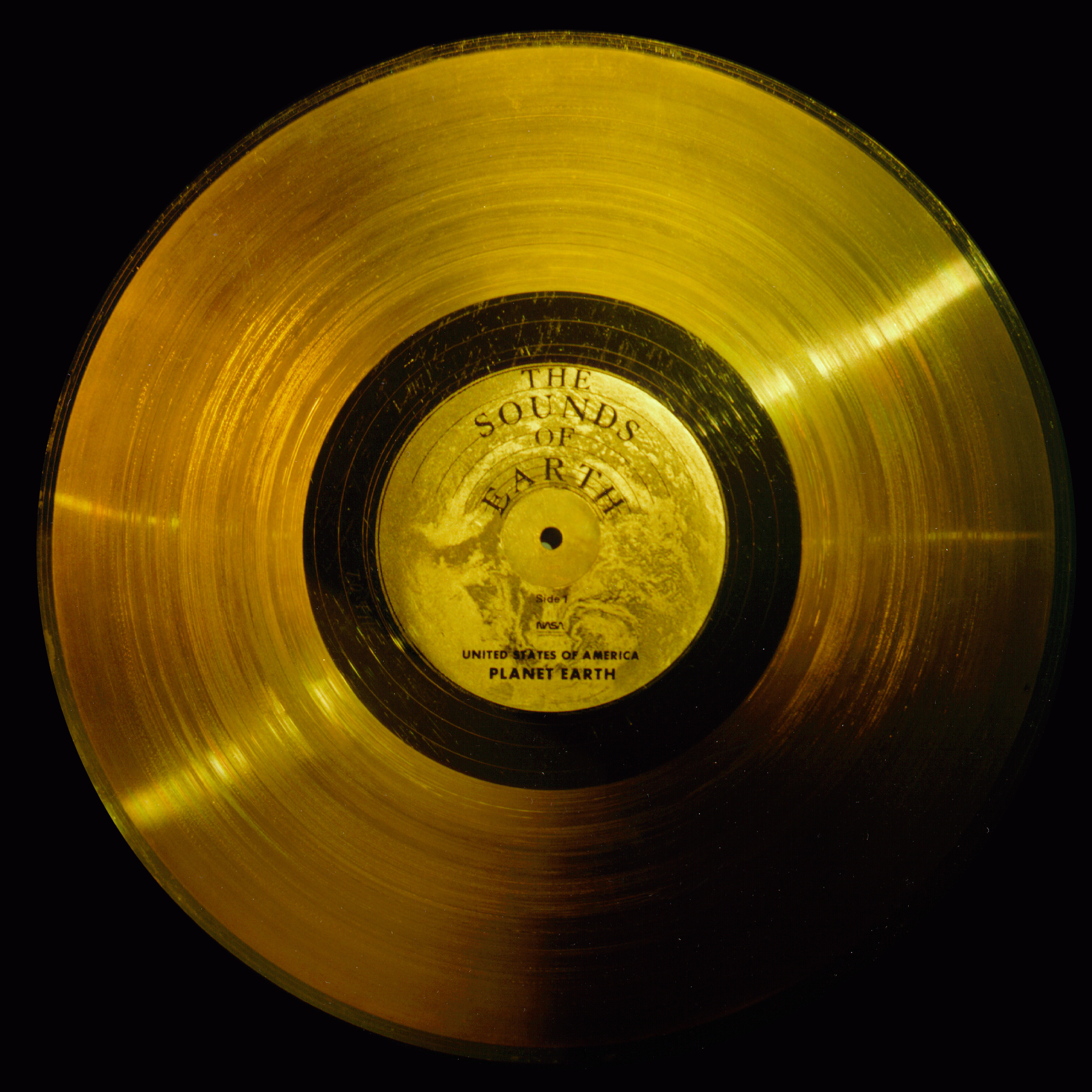
Els discos d'or de les Voyager portaren el cant de les balenes a l'espai exterior, juntament amb altres sons que representen el planeta Terra.

Tot i que alguns observadors opinen que es té massa fascinació amb el cant de les balenes simplement perquè viuen al mar, la majoria de científics investigadors dels mamífers marins creuen que el so té un paper especialment important en el desenvolupament i benestar dels cetacis. Es pot argumentar que els oponents a la caça de balenes han antropomorfitzat aquest comportament en un intent de reforçar la seva causa. En canvi, els països a favor de la caça de balenes estan possiblement esbiaixats a treure importància al significat dels sons, argumentant, per exemple, que es dona poca importància als mugits de les vaques.
Els investigadors utilitzen hidròfons (sovint adaptats de la seva funció militar original per detectar submarins) per esbrinar el punt d'origen exacte dels sons de les balenes. Els seus mètodes també els permeten detectar a quina distància viatja el so dins l'oceà. Investigacions del Dr. Christopher Clark, de la Universitat Cornell, basades en trenta anys d'informació recollida per fonts militars, demostraren que els sons de les balenes poden viatjar fins a tres mil quilòmetres. A més de donar informació sobre la producció del cant, aquesta informació permet als investigadors seguir el camí migratori de les balenes durant la temporada del cant (és a dir, de l'aparellament).
Abans de l'aparició de la producció de soroll per part dels humans, Clark pensa que els sons podrien haver viatjat des d'un extrem de l'oceà fins a l'altre. La seva investigació indica que el soroll ambiental de les embarcacions es duplica cada estiu. Això resulta en una reducció del radi dins el qual es poden sentir els sons de les balenes. Els que creuen que el cant de les balenes té una importància significativa per al benestar de les poblacions estan especialment preocupats per aquest augment del soroll ambiental. Altres investigacions han demostrat que l'increment del trànsit de vaixells, per exemple, a les aigües davant de Vancouver ha fet que algunes orques canviïn la freqüència dels seus sons i n'augmentin l'amplitud per fer-se sentir. Els ambientòlegs temen que l'activitat dels vaixells pressioni els animals i, en conseqüència, els dificulti trobar una parella.

## Mèdia
- Ajuda tècnica

## Discografia seleccionada
- Songs of the Humpback Whale (SWR 118) fou llançat originalment el 1970 per CRM Records a partir d'enregistraments fets per Roger Payne, Frank Watlington i altres. Posteriorment, l'LP fou rellançat per Capitol Records i publicat en un format flexible a la revista de la National Geographic Society, volum 155, número 1, el gener del 1979, i llançat en CD per BGO-Beat Goes On el 2001.
- Deep Voices: The Second Whale Record (Capitol Records ST-11598) fou llançat com a LP el 1977 a partir d'enregistraments addicionals fets per Roger Payne, i rellançat com a CD el 1995 per Living Music. Inclou enregistraments de iubartes, rorquals blaus i balenes franques.
- Northern Whales (MGE 19) fou llançat per Music Gallery Editions a partir d'enregistraments fets per Pierre Ouellet, John Ford i altres associats amb l'Interspecies Music and Communication Research. Inclou enregistraments de belugues, narvals, orques i foques barbudes.
- Sounds of the Earth: Humpback Whales (Oreade Music) fou llançat com a CD el 1999.
- Rapture of the Deep: Humpback Whale Singing (Compass Recordings) fou llançat com a CD el 2001.